# Felix Sater
Felix Henry Sater (geb. Felix Michailowitsch Scheferowski; russisch: Фе́ликс Миха́йлович Шеферов; * 2. März 1966 in Moskau) ist ein russisch-US-amerikanischer Krimineller und Immobilienentwickler. Er war der Geschäftsführer der Bayrock Group, einem Immobilienentwickler mit Sitz in New York City. Außerdem war er Berater für Unternehmen wie The Trump Organization und die russische Mirax Group. 1998 bekannte sich Sater schuldig, an einem Aktienbetrug in Höhe von 40 Millionen Dollar beteiligt gewesen zu sein, der von der russischen und italoamerikanischen Mafia organisiert wurde. Nach einem Deal mit der Staatsanwaltschaft wurde Sater danach zu einem Informanten für das FBI. Er arbeitete auch für die CIA. Aufgrund seiner engen Verbindungen zu Donald Trump und seinem Anwalt Michael Cohen wurde er nach der Wahl Donald Trumps zum US-Präsidenten zu einer der Hauptfiguren der Sonderermittlung zur Beeinflussung des Wahlkampfs in den Vereinigten Staaten 2016.

## Familie und frühes Leben
Sater wurde in Moskau als Sohn von Michail Scheferowski und Rachel Scheferowskaja in eine russisch-jüdische Familie geboren. Er hat eine Schwester, Regina. Die Familie emigrierte nach Israel, als Felix acht Jahre alt war und zog dann in die Vereinigten Staaten, wo sie in Baltimore, Maryland, lebte, bevor sie sich 1974 in Brighton Beach in New York City niederließ. Felix und seine Schwester nahmen den Nachnamen Sater an. Laut dem FBI war sein Vater ein Unterboss des „Boss der Bosse“ der russischen Mafia, Semjon Mogilewitsch, und wurde wegen Erpressung von Geld von örtlichen Restaurants, Lebensmittelgeschäften und einer Klinik verurteilt.

## Karriere
Sater besuchte die Pace University und brach sie im Alter von 18 Jahren ab, um an der Wall Street zu arbeiten, zunächst bei Bear Stearns und später als Aktienbroker für verschiedene Finanzunternehmen, darunter u. a. für Lehman Brothers. Er verlor seine Zulassung als Broker allerdings 1993 wegen einer Verurteilung wegen Körperverletzung. In den 1990er Jahren war er an einem großen Aktienbetrug in Zusammenarbeit mit der italienischen und russischen Mafia beteiligt und baute Kontakte zu russischen Militär- und Geheimdienstkreisen auf.
Sater kam 2003 auf Wunsch des Eigentümers und Gründers des Unternehmens, Tevfik Arif, als leitender Berater zur Bayrock Group LLC. Als leitender Berater unterstützte er mehrere Projekte. Die Bayrock Group soll eng mit verschiedenen Mitgliedern der russischen Mafia verbunden gewesen sein. Sater schied 2008 aus dem Unternehmen aus, nachdem die New York Times seine vorherigen strafrechtlichen Verurteilungen enthüllt hatte. Er zog für eine Zeit lang nach Russland, um für das Moskauer Immobilienunternehmen Mirax zu arbeiten, für die er in Projekte in London involviert war. 2010 soll er als Berater für die Trump Organization tätig gewesen sein. Neben der Immobilienentwicklung ist Sater auch an Unternehmen und Projekten in den Bereichen Investment, Einzelhandel und Energie beteiligt.

## Kriminelle Aktivitäten und Tätigkeit als Informant
1991 geriet Sater im Restaurant und in einer Bar in Midtown Manhattan in einen Streit mit einem Rohstoffmakler. Er stach dem Mann mit dem Stiel eines Cocktailglases in Wange und Hals, brach ihm den Kiefer, verletzte sein Gesicht und durchtrennte Nerven, wodurch eine Wunde entstand, die mit 110 Stichen genäht werden musste. Sater wurde wegen Körperverletzung ersten Grades verurteilt und verbrachte 15 Monate im Gefängnis in New York City, bevor er auf Bewährung entlassen wurde.
1998 wurde Sater wegen Betrugs im Zusammenhang mit einem Pump-and-Dump-Schema mit Pennystocks in Höhe von 40 Millionen US-Dollar verurteilt, das von der russischen Mafia unter Beteiligung seines Unternehmens White Rock Partners durchgeführt wurde. Im Gegenzug für sein Schuldbekenntnis erklärte sich Sater bereit, dem FBI und der Bundesanwaltschaft als Informant für organisierte Kriminalität zur Seite zu stehen. 2009 wurde er zu einer Geldstrafe von 25.000 US-Dollar in dem Fall verurteilt; er verbüßte keine Haftstrafe und leistete keine Wiedergutmachung an seine Opfer des Aktienbetrugs.
Im Jahr 2006 wurde in einer Klage behauptet, Sater habe einem Bayrock-Investor namens Ernie Menez gedroht, die Beine abzuschneiden und ihn zu töten. Sater tat dies möglicherweise, weil Menez von seinen früheren Verurteilungen und Verbindungen zum organisierten Verbrechen erfahren hatte.
Sater erhielt 2017 mehrere Vorladungen, um Dokumente vorzulegen und im Fall gegen Muchtar Äbljasow vernommen zu werden, der als Vorsitzender der BTA Bank bis zu 5 Milliarden US-Dollar veruntreut haben soll. Äbljasows mutmaßlicher Betrug ist einer der größten Fälle von Finanzbetrug in der Geschichte.
Sater wurde der Geldwäsche bezichtigt. Im Jahr 2020 wurde Felix Sater und sein Partner Daniel Ridloff in einer Klage beschuldigt, Trump-Besitztümer über Bayrock zur Geldwäsche von Millionen gestohlener Dollar genutzt zu haben. Sater hat die Vorwürfe zurückgewiesen.

### Informant für das FBI und die CIA
Sater gab dem FBI als Zeuge und Informant wertvolle Informationen für die Bekämpfung der italoamerikanischen Mafia in New York, die zu zahlreichen Verurteilungen geführt haben soll. Aufgrund seiner guten Kontakte zur internationalen organisierten Kriminalität, Waffenhändlern, Oligarchen und dem russischen Geheimdienst GRU war Sater auch eine wichtige Quelle für das US-Verteidigungsministerium und die CIA. Sater behauptete, eine vertrauliche Quelle der US-Regierung zu sein, die eine wichtige Rolle bei der Beschaffung von Informationen über die Nordallianz und die Taliban sowie bei der Lokalisierung und Störung von Al-Qaida-Operationen in Afghanistan und der Lokalisierung von Osama bin Laden vor den Anschlägen vom 11. September spielte. 1998 hatte Sater US-Beamten die Telefonnummern von bin Laden genannt. Sater hatte Zugang zu Informationen über die Telefonnummern und Aufenthaltsorte von Bin Laden, da er Mitte der 1990er Jahre an einem Telekommunikationsunternehmen beteiligt war, das Verbindungen zur GRU hatte, in den Ländern des ehemaligen Ostblocks tätig war und Übertragungsdaten an AT&T verkaufte.

## Verbindungen zu Donald Trump
Felix Sater ist Berichten zufolge ein Jugendfreund von Michael Cohen, dem Anwalt von Donald Trump. In den 1990er Jahren betrieb Sater seine betrügerischen Aktiengeschäfte von einem Trump-Gebäude in New York aus. Er war auch am Immobilienprojekt Trump SoHo beteiligt, mit dessen Bau 2006 begonnen wurde. Das Projekt war eine Zusammenarbeit zwischen The Trump Organization, der Bayrock Group und dem georgischen Oligarchen Tamir Sapir. Das Projekt geriet später unter den Verdacht, für Geldwäsche genutzt worden zu sein, wobei häufig Gelder aus Russland flossen. 77 Prozent der Transaktionen waren verdächtig hinsichtlich möglicher Geldwäscheaktivitäten. Im Dezember 2017 wurde das Gebäude Trump SoHo in „The Dominick“ umbenannt.
Im Jahr 2010 verteilte Sater Visitenkarten, auf denen er sich als „Senior Advisor to Donald Trump“ mit einer E-Mail-Adresse bei TrumpOrg.com bezeichnete. Trump wurde mehrmals mit Sater fotografiert, auch bei privaten Gesprächen mit ihm. 2015 leugnete Trump jedoch, enger mit Sater vertraut zu sein.
Während Donald Trumps Präsidentschaftskampagne 2016 arbeitete Sater mit Michael Cohen zusammen, um einen Deal für den Bau eines Trump Tower in Moskau auszuhandeln. Dabei behauptete er gegenüber Cohen, dass er Trumps Wahlchancen durch seine russischen Kontakte verbessern könne. Ende Januar 2017 traf sich Sater mit dem ukrainischen Politiker Andrey Artemenko und Michael Cohen im Loews Regency in Manhattan, um einen Plan zur Aufhebung der Sanktionen gegen Russland zu besprechen. Der vorgeschlagene Plan würde vorsehen, dass sich die russischen Streitkräfte aus der Ostukraine zurückziehen und dass die Ukraine ein Referendum darüber abhält, ob die Krim für 50 oder 100 Jahre an Russland „verpachtet“ werden soll. Der russische Außenminister Sergei Lawrow lehnte den Plan jedoch ab.
Am 21. Juni 2019 wurde Sater vom House Intelligence Committee vorgeladen, nachdem er sich geweigert hatte, freiwillig auszusagen. Am 9. Juli 2019 erschien Sater vor dem Komitee, verweigerte jedoch wiederholt die Aussage und die Herausgabe von Dokumenten und zeigte sich wenig kooperativ.